# 코네티컷 기본 조례
코네티컷 기본 조례(Fundamental Orders of Connecticut)는 1639년 1월 14일 코네티컷 식민지 위원회에 의해 채택된 기본조례이다.  이 기본조례는 정부의 구조와 권력에 대한 설명을 하고 있다.
이 기본조례는 성문화된 헌법으로 서구체로 쓰여진 최초의 헌법이다. 이 기본조례를 통하여 코네티컷주가 '헌법의 주'라는 별칭을 갖게 되었다.